# Велика рада Венеції

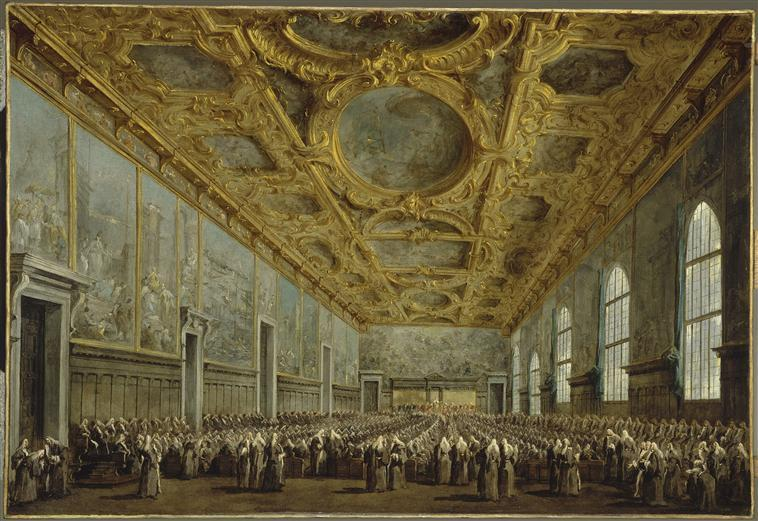
Венеційський дож виступає на Великій раді

Велика рада (італ. Maggior Consiglio; вен. Mazor Consegio) — політичний орган Венеційської республіки між 1172 і 1797 роками. Це була головна політична асамблея, яка відповідала за обрання багатьох інших політичних посад і органів, які керували Республікою, ухвалювали закони та здійснювали судовий нагляд. Після закриття Великої ради (Serrata del Maggior Consiglio) 1297 року, членство у Великій раді стало спадковим, закріпленим винятково за патриціанськими родинами, занесеними до Золотої книги венеційської знаті.
Велика рада була унікальною на той час тим, що використовувала жеребкування для вибору номінантів на виборні позиції, за яких потім відбувалось голосування.

## Історія
Точне походження Великої ради неясно. Згідно з традицією, її заснування відбулося в 1172 році, але, ймовірно, вона походить від «Ради мудреців» (Consilium Sapientium), про яку є згадки у 1141 році. Це була рада в якій домінувала венеційська знать і яка була утворена для обмеження та контролю над владою дожа.

### Рання історія Великої ради
Велика рада замінила Загальні збори народу (Concio або Arengo, які скликались лише для ратифікації законів і обрання нового дожа. Її роль полягала в обранні всіх магістратів (посадових осіб), ухваленні законів, а також у виконанні судових функцій, включаючи надання помилувань. Однак, оскільки сама Велика рада була надто великою та громіздкою, нараховуючи близько 300—400 членів уже в XIII столітті, фактичне обговорення та прийняття урядових рішень відбувалося в менших Радах, більш здатних до ефективної роботи. У XIII столітті найважливішою з них була Рада сорока, яка не лише виконувала функції вищого судового органу, а й готувала закони для подання до Великої ради. Три голови (capi) Ради сорока, разом із дожем та шістьма його радниками з Малої ради становили Венеційську синьйорію.
На початку свого існування Велика рада була відносно відкритою та демократичною інституцією, її членство теоретично було відкритим для всіх вільних громадян Венеційської республіки. Потенційних членів в Раду пропонували три виборці, хоча незрозуміло, з яких принципів вони виходили при такій номінації, далі члени обирались частково за жеребом і частково за принципом ротації. У 1230 році виборчий процес був змінений з невідомих причин: сім виборців служили з 29 вересня по 29 березня, а троє — протягом інших шести місяців. Однак, здається, що кількість виборців коливалася і могла становити всього чотири.
Ці виборці обирали сто кандидатів, яких висували для обрання до Великої ради наступного року, але оскільки не було альтернативного списку, запропоновані кандидати майже автоматично обирались членами Ради. «Дещо випадковий» виборчий процес надав величезну владу в руки дуже небагатьох електорів, які були обмежені лише силою звичаю не зловживати своїм становищем. Крім того, певні посадові особи, такі як радники дожа або члени Ради сорока, були членами за посадою, і їх кількість значно перевищувала обраних членів. Як стверджує історик Фредерік С. Лейн, «можна сказати, що Велика рада містила всіх найважливіших людей, які були доступні у Венеції, розбавлених невеличкою кількістю інших, обраних до неї тому, що хтось вважав їх потенційно важливими».

### Закриття Великої ради (Serrata)

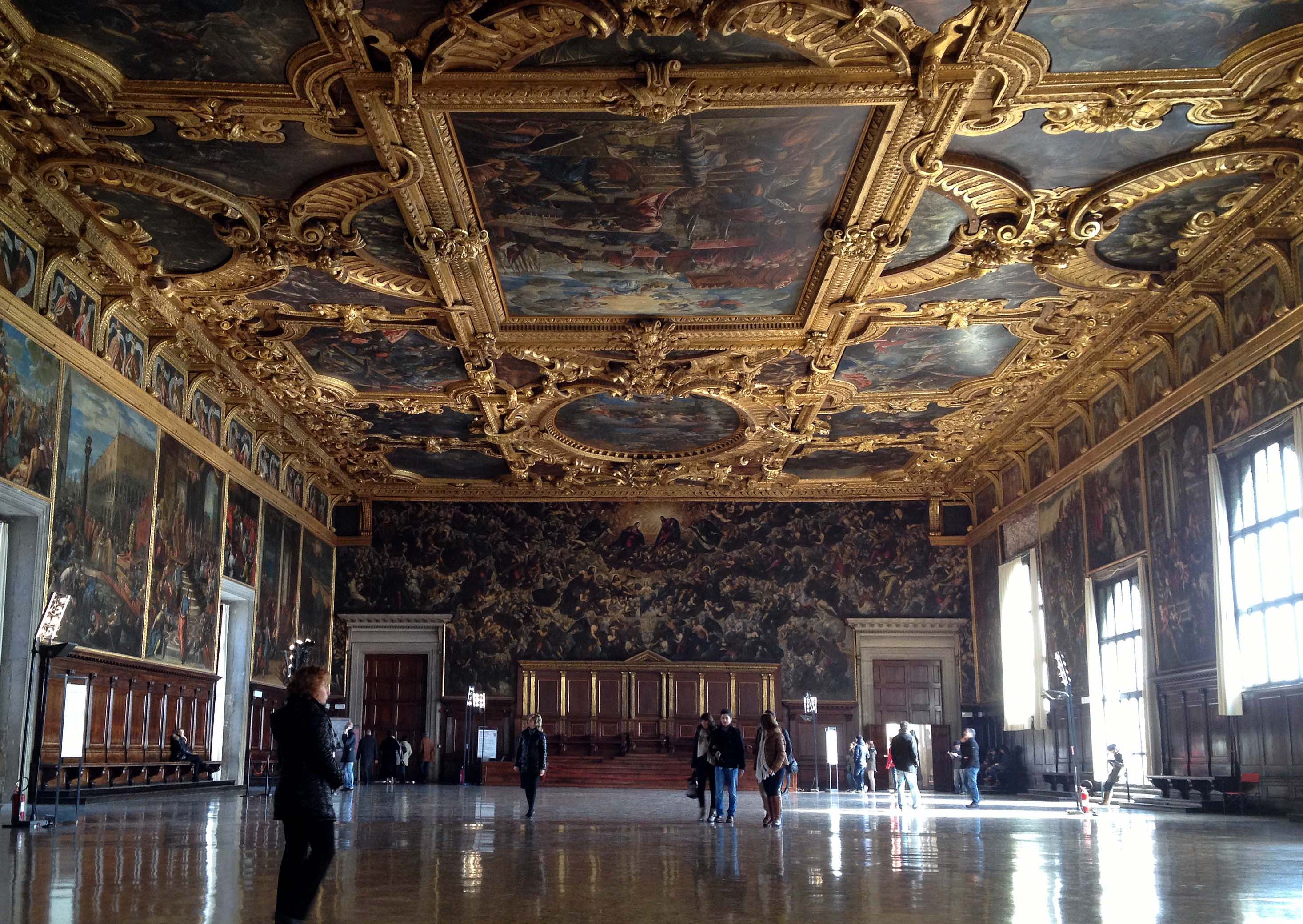
Зала Великої Ради

Оскільки Велика рада обирала людей на різні посади венеційського уряду, вона «стала сторожем влади та престижу у Венеції». Протягом XIII століття це викликало політичну боротьбу між реформаторами, які хотіли відкрити членство у Великій раді для нової політичної еліти і консерваторами, які хотіли зберегти панування старого патриціату.
У той час як імена знатних родин переважали, протягом XIII століття простолюдини все ще потрапляли до членів Великої ради. Але навіть серед аристократії були розбрати. Зростання населення та багатства означало, що все більше і більше громадян прагнули потрапити до Великої ради, але традиційні патриціанські родини Ріальто чинили опір потраплянню цих нових нуворишів до Ради. Так само складним було питання іноземців, дворян із зароджуваної колоніальної імперії Венеції на Сході чи з Далмації або венеційських сімей емігрантів, які поверталися до метрополії після десятиліть відсутності через падіння держав хрестоносців в Леванті наприкінці XIII ст. Ці люди вважалися громадянами Венеції, але були культурно чужими для материнського міста.
Були пропозиції щодо реформи, зокрема в жовтні 1286 року, коли глави Ради сорока запропонували, щоб лише ті, чиї предки були членами Великої ради, автоматично мали право вважатися членами, а всі інші повинні були бути схвалені Дожем, Малою радою та самою Великою радою. Ця пропозиція не була прийнята, як і інша, яка передбачала, що обрання нових членів затверджується більшістю членів поточної Великої ради. Справа дійшла до кризи в 1289 році, коли помер дож Джованні Дандоло і натовп утворив спеціальну асамблею, або arengo, як і раніше, вимагаючи обрання новим дожем адмірала Джакомо Тьєполо, сина й онука дожів. Велика рада коливалась і призупинила свій власний процес виборів, але Тьєполо відмовився від призначення і Велика рада приступила до обрання П'єтро Граденіго.
Це був критичний момент: якби натовп переміг, траєкторія політики у Венеції могла б наслідувати траєкторію інших італійських міст-держав, де було нормою династичні правління чи популістські автократи, що спирались на насильство натовпу. Після власного обрання, Граденіго доклав значних зусиль для проведення загальноприйнятної реформи. Це було досягнуто 28 лютого 1297 року, коли відбулась подія, відома як Закриття Великої ради (італ. Serrata del Maggior Consiglio). Постійна присутність існуючих членів забезпечувалася шляхом вказівки, що нинішні члени або ті, хто був членами протягом попередніх чотирьох років, залишатимуться членами, якщо вони наберуть мінімальний поріг у 12 голосів у Раді сорока, фактично гарантуючи, що всі вони були б прийняті. Крім того, було знято обмеження щодо розміру Великої ради, і закон дозволяв подавати додаткових кандидатів на членство трьома діючими членами, підтвердженими дожем і Малою радою та затвердженими Радою сорока. Кілька старих венеційських сімей простолюдинів таким чином стали постійними членами Ради разом із приблизно десятком сімей, які втекли після падіння Акри в 1291 році. Таким чином склад Великої ради до 1300 року більш ніж подвоївся і складав понад 1100 членів, або приблизно 1 відсоток загального населення Венеції на той час.
Здається, таке розширення правлячого класу в цілому задовольнило амбітних людей і заспокоїло ситуацію, хоча принаймні один простолюдин, який вважав, що його слід було прийняти до Ради, певний Марін Бокконіо, був повішений у 1300 році за змову вбити Граденіго. Примітно, що реформа була проведена під час дуже важкої для Венеції війни Курцоли з її головним суперником — Генуезькою республікою, і що простолюдини не виказали жодного серйозного спротиву проти неї.
Протягом наступних років вступ нових членів обмежувався додатковими законами, які підвищували необхідну кількість голосів у Раді сорока спочатку до більшості, відтак до 25 і, нарешті — 30 голосів. У 1319 році членство стало автоматичним у віці 25 років — за винятком тридцяти, яких обирали за жеребом у день святої Варвари, і їм було дозволено стати членами вже у 20 років. У 1323 році членство було обмежено лише чоловіками, предки яких займали високі посади, фактично роблячи членство у Раді спадковим. Незалежно від їхнього попереднього аристократичного чи звичайного походження, постійні та спадкові члени Великої Ради відтепер становили дворянство Венеції. Цей новий правлячий клас налічував майже 200 сімей і монополізував вищі рівні влади в Республіці. Заслужених людей, які відзначилися, все ще приймали в наступні роки, але це були дуже рідкісні випадки. Щоб забезпечити соціальну мобільність для амбітних багатих і видатних сімей, новий клас, «громадяни» (cittadini) був заснований як середній клас між знаттю з закритих списків Великої ради та широкими масами простого народу (popolo).
Традиційна історіографія оплакувала Serrata як «смерть венеційської республіканської системи та народження закритої олігархії», але насправді наслідки цих реформ були загалом сприятливими та позбавили Венецію запеклого суперництва між родинами та фракціями, яке поглинуло інші італійські міста. На відміну від мінливих загальних зборів народу, членам Великої ради була гарантована частка влади, і, отже, ними було легше маніпулювати. Відносно велика кількість сімей, що брали участь у цій олігархічній еліті, також була характерною рисою Венеційської держави, що робило її більш репрезентативною та забезпечувало контроль над будь-яким суперництвом між двома родинами та не впливало на дворянство в цілому.

### Від XIV століття до падіння республіки

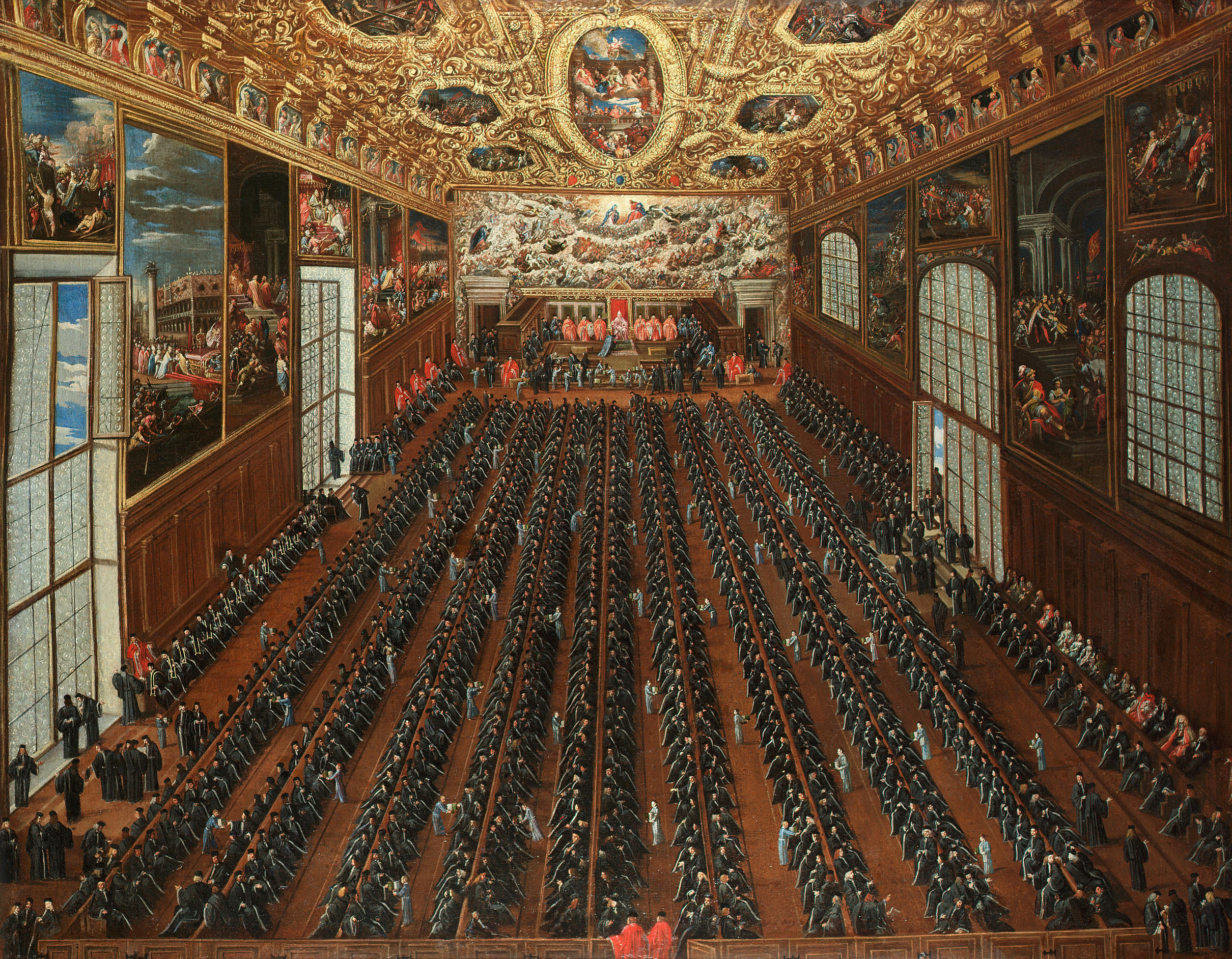
Велика Рада під час голосування в Палаці Дожів, 1648/50

Протягом решти історії республіки, Велика рада була вищим органом держави, замінивши фактично неіснуючі збори народу (Concio), які були формально скасовані в 1423 р. Велика рада зберегла свої законодавчі повноваження, але багато її повноважень було делеговано іншим, меншим за розміром і відтак більш ефективним органам. Однак незабаром більшість головних функцій уряду, таких як призначення воєначальників або прийом послів, перебрав на себе Сенат. Протягом XV та XVI століть Сенат також став фактичним законодавчим органом, причому Велика рада зводилася до обговорення або затвердження заходів, ухвалених у Сенаті, але вона зберегла свою судову владу та повноваження обирати чиновників.
Правила прийому до Великої ради з часом уточнювалися. Була введена заборона чоловікам, народженим жінками нижчого статусу, а з 1498 року заборона також поширилась на дворян, які зробили церковну кар'єру. Процес завершився створенням у 1506 та 1526 роках книги записів про народження та шлюби дворянства. Це була знаменита «Золота книга» (Libro d'Oro) венеційської знаті, що велась та зберігалась Авогадорами Комуни. На цей момент Велика рада досягла свого максимального розміру в 2746 членів.
Вплив положень Серрати різко збільшив кількість членів. У XVI столітті до 2095 патриціїв мали право засідати в палаці дожів. Була очевидна складність управління таким органом.
Збільшення складу також призвело до потреби у більшій площі для зустрічей. Цю потребу визначив ще П'єтро Граденіго, і для цієї мети було розширено зал у будівлях, розташованих уздовж Моло, набережної напроти Палацу Дожів. Оскільки Рада продовжувала збільшуватися в розмірах на початку XIV століття, а інші магістратури були додані до уряду, було вирішено побудувати нове крило Палацу Дожів поруч із Моло, щоб розмістити їх. У зв'язку з епідемією Чорної Смерті кількість членів Ради скоротилася, але будівництво нового залу продовжувалося, а оздоблення було розпочато в 1365 році. Це було лише до прибл. 1420, однак, що новий зал Великої Ради почав використовуватися ним. Зал був знищений під час пожежі 20 грудня 1577 року, під час якої Палац Дожів постраждав настільки сильно, що деякий час розглядалося питання про його знесення та перебудову за новим дизайном. Зрештою, було вирішено відновити будівлю, і протягом цього часу, до 30 вересня 1578 року, Велика рада збиралася в складському сараї в Арсеналі Венеції.
У деяких рідкісних випадках, під час серйозних економічних труднощів і небезпек, доступ до Великої ради був відкритий для нових сімей. Так було під час війни Кіоджи та Кандійської війни, коли, щоб підтримати величезні витрати на війни, в обмін на щедрі пожертвування державі до Великої ради були прийняті нові заможні родини.
Іншою особливістю було створення з часом поділу знату всередині самої Ради, тобто сімей, які змогли з часом зберегти або збільшити свою економічну спроможність, і бідних (так званих Барнабітів). Останні могли поступово або раптово втратити свої багатства, але продовжували зберігати спадкове право засідати у Великій раді. Це часто призводило до зіткнень двох сторін знаті в Раді та відкривало можливість для випадків підкупу голосів незаможних членів.
Саме Велика рада 12 травня 1797 року оголосила кінець Венеційської республіки, вирішивши — після наполеонівського вторгнення — прийняти зречення останнього дожа Людовіко Маніна та розпустити аристократичні збори. Незважаючи на відсутність необхідного кворуму у 600 членів, Рада переважною більшістю голосів (512 голосів «за», 30 «проти», 5 «утрималися») припинила існування Венеційської республіки та передала повноваження тимчасовому уряду на невизначений термін.
Перший том Annali Veneti e del Mondo, написаний Стефано Маньо, описує походження венеційських дворянських сімей і представляє впорядкований за алфавітом список із датами їх вступу до Великої ради.

## Галерея

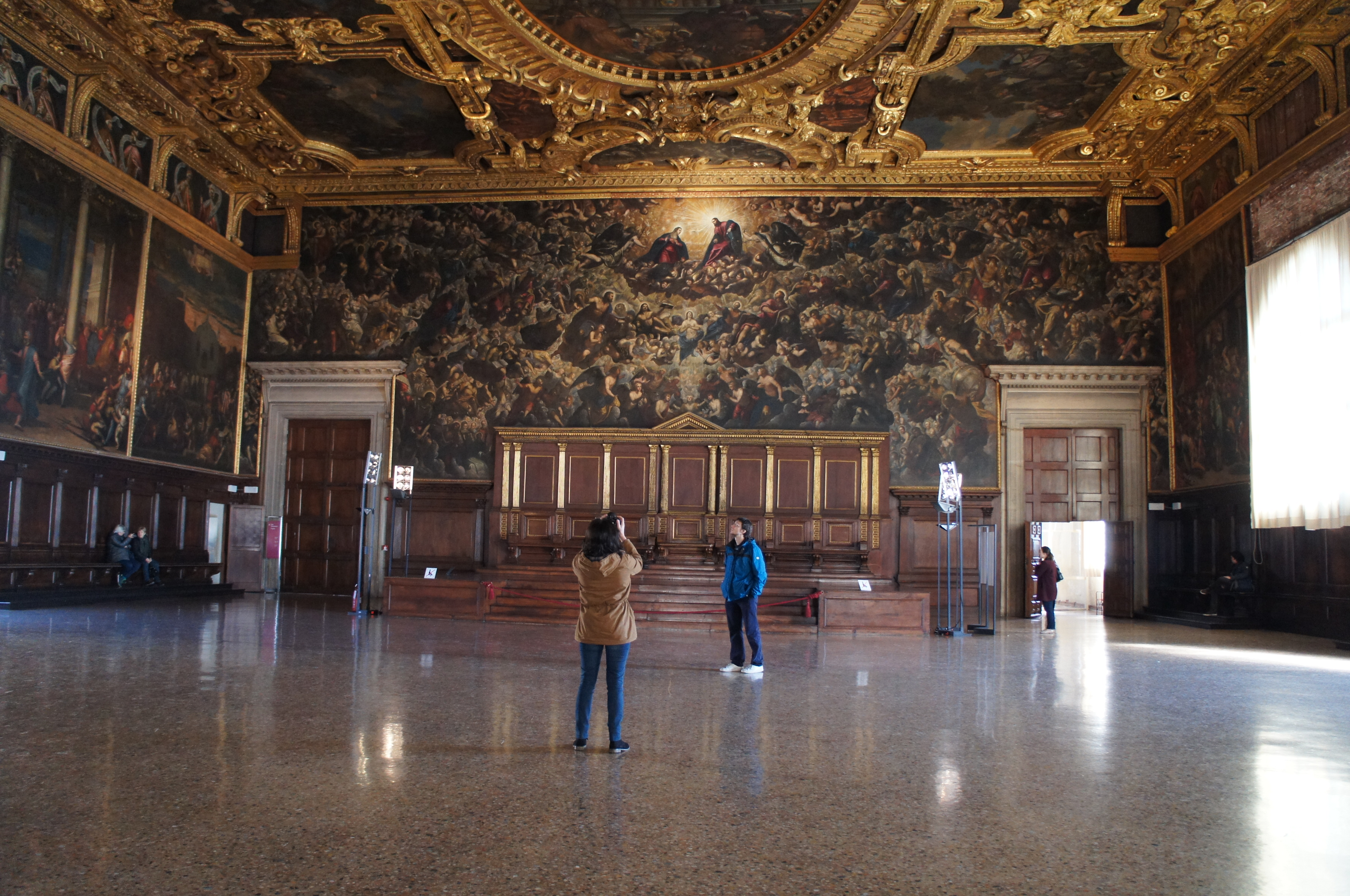
За троном дожа знаходиться найдовше полотно у світі «Рай» (Il Paradiso) Якопо Тінторетто.
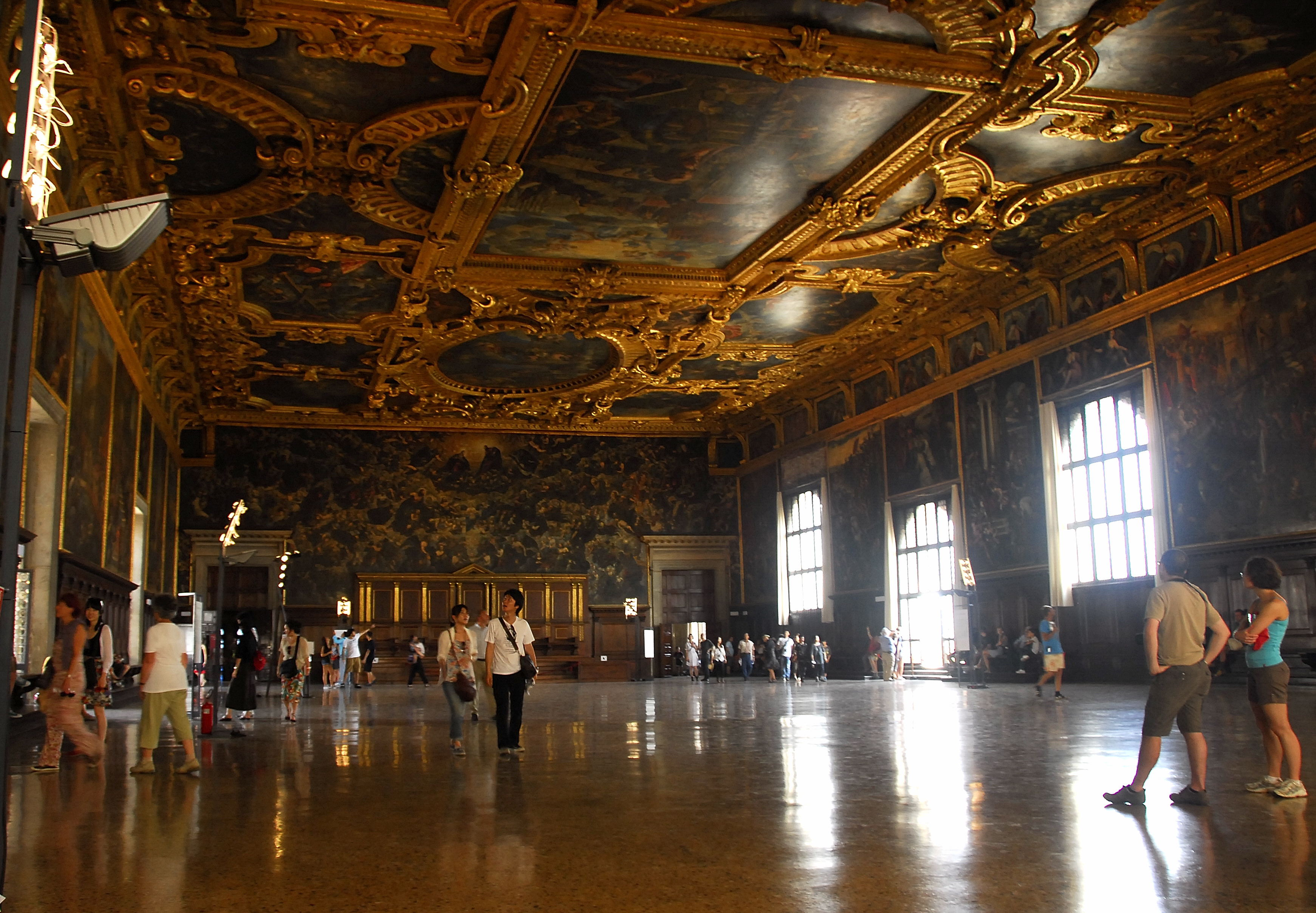
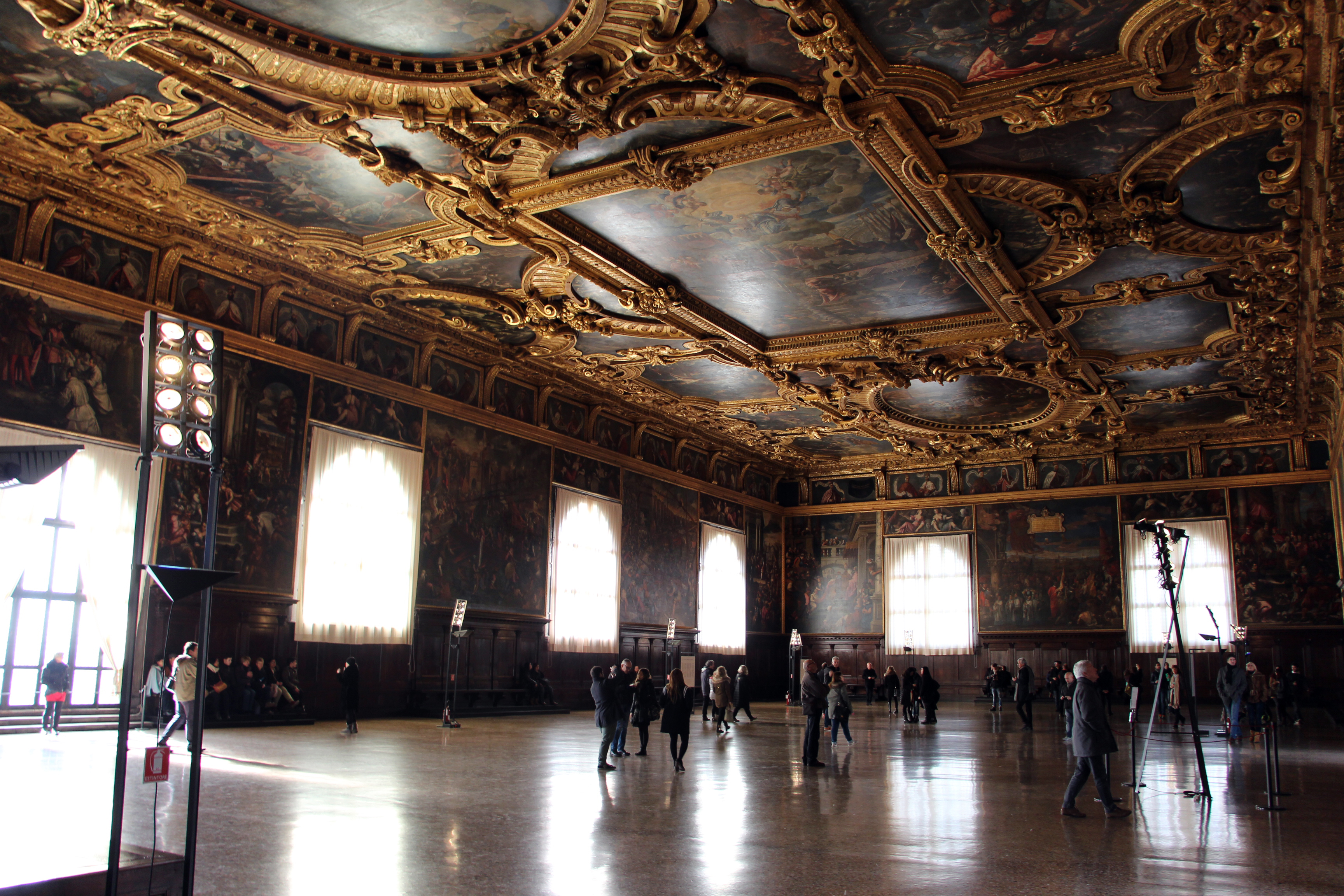
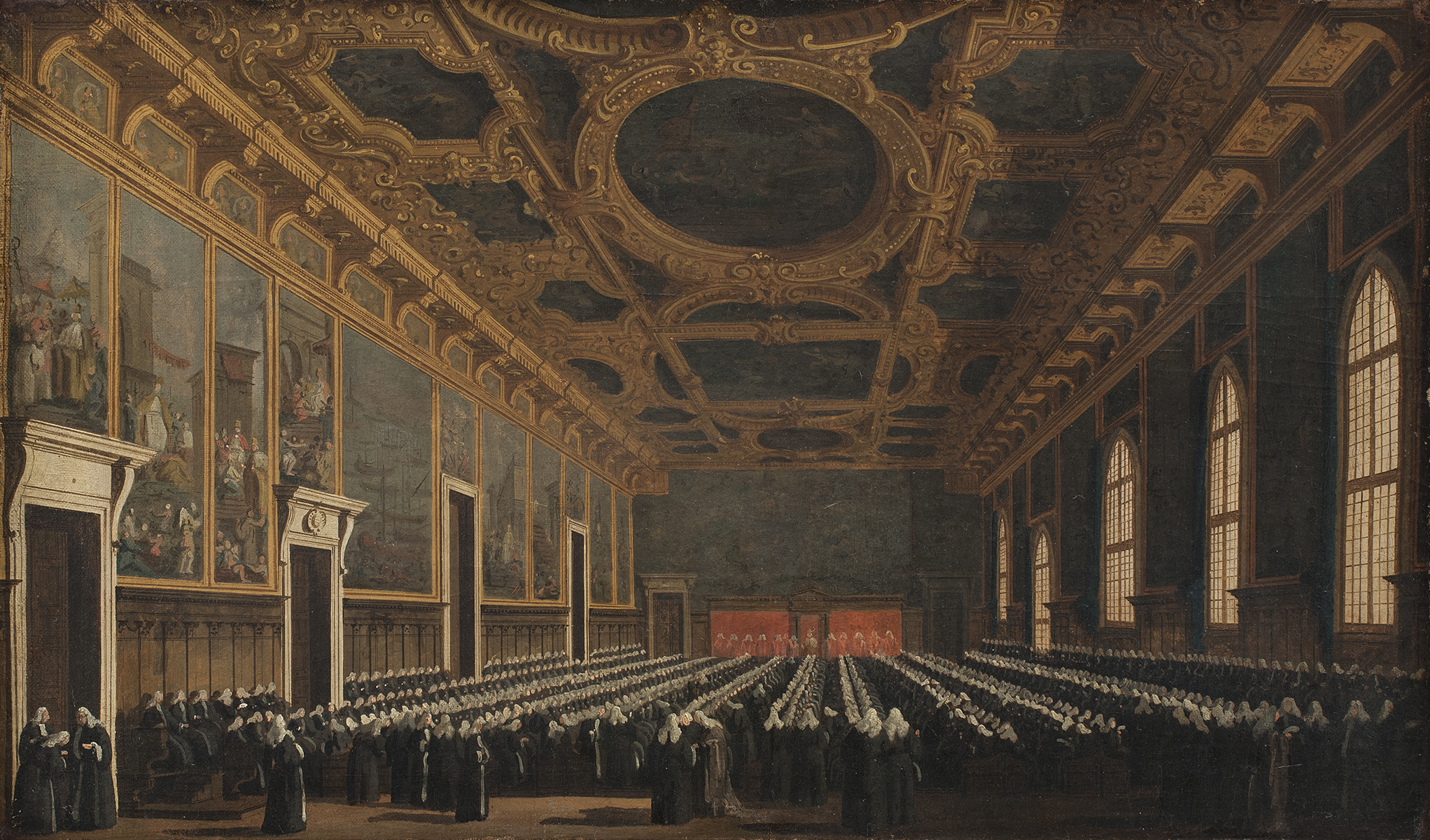
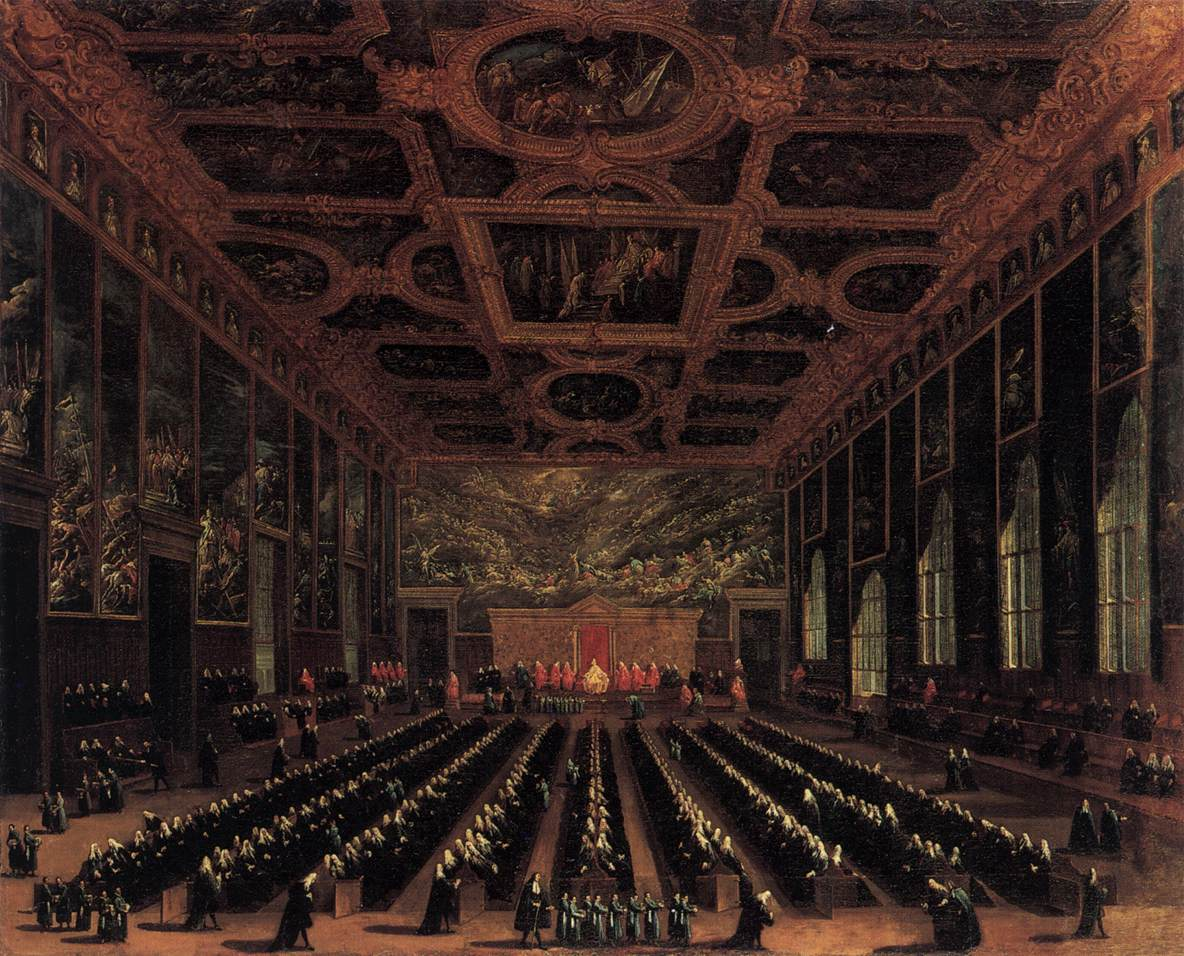